# Intervat
 (février 2025).
Motif : Une seule source (primaire) et pas de notoriété de cette déclaration électronique.
- Archive Wikiwix
- Bing
- Cairn
- DuckDuckGo
- E. Universalis
- Gallica
- Google
- G. Books
- G. News
- G. Scholar
- Persée
- Qwant
- (zh) Baidu
- (ru) Yandex
- (wd) trouver des œuvres sur Wikidata

| 1. | Préciser le motif de la pose du bandeau. | Précisez le motif de la pose du bandeau en utilisant la syntaxe suivante : {{admissibilité à vérifier\|date=mars 2025\|motif=remplacez ce texte par le motif}}                |
| 2. | Informer les utilisateurs concernés.     | Pensez à avertir le créateur de l'article, par exemple, en insérant le code ci-dessous sur sa page de discussion : {{subst:avertissement admissibilité à vérifier\|Intervat}} |

 (avril 2021).
Si vous disposez d'ouvrages ou d'articles de référence ou si vous connaissez des sites web de qualité traitant du thème abordé ici, merci de compléter l'article en donnant les références utiles à sa vérifiabilité et en les liant à la section « Notes et références ».
INTERVAT est la déclaration électronique TVA via Internet en Belgique.
Depuis le 10 février 2002, les personnes assujetties à la TVA peuvent déposer leur déclaration via le site du Ministère des Finances. 
Ce service s'adresse principalement aux entreprises qui ne déposent qu'une déclaration par mois ou par trimestre.
Le formulaire de déclaration est téléchargeable sur le site du Ministère des Finances. L'assujetti remplit sa déclaration sur son PC. 
Le formulaire étant dit « intelligent », il signale les incompatibilités et certaines erreurs. Une aide en ligne est toujours disponible. 
Enfin, l'assujetti envoie sa déclaration à l'administration via l'Internet et reçoit un accusé de réception officiel (date et heure de l'envoi). 